# Limnophila (Hesperolimnophila) nycteris
Limnophila (Hesperolimnophila) nycteris is een tweevleugelige uit de familie steltmuggen (Limoniidae). De soort komt voor in het Nearctisch gebied.